# Cymodusa combinator
Cymodusa combinator là một loài tò vò trong họ Ichneumonidae.